# Gábor Király
Gábor Ferenc Király (phát âm tiếng Hungary: [ˈɡaːbor ˈfɛrɛnt͡s ˈkiraːj]; sinh ngày 1 tháng 4 năm 1976) là một cựu cầu thủ bóng đá chuyên nghiệp người Hungary thi đấu ở vị trí thủ môn.
Trong suốt 25 năm chơi bóng, Király đã dành phần lớn sự nghiệp thi đấu ở Anh và Đức. Anh ký hợp đồng với Hertha BSC vào năm 1997, tiếp đến xuất hiện trong 198 trận đấu chính thức, khoác áo 1860 Munich ở cuối sự nghiệp. Tại Anh, anh từng gia nhập Crystal Palace, Burnley và Fulham rồi có quãng thời gian thi đấu cho mượn tại West Ham United và Aston Villa. Năm 2015, anh tái gia nhập đội bóng quê nhà Szombathelyi Haladás.
Kể từ khi có trận ra mắt tuyển quốc gia trong trận tiếp tuyển Áo vào năm 1998, Király đã tích lũy kỷ lục 108 lần ra sân cho đội tuyển quốc gia Hungary. Anh đã đại diện cho nước nhà tranh tài tại giải vô địch bóng đá châu Âu 2016, vào ngày 14 tháng 6 năm 2016, anh trở thành cầu thủ lớn tuổi nhất đá tại một trận đấu của giải vô địch bóng đá châu Âu, ở tuổi 40 và 74 ngày, phá kỷ lục cũ là 39 tuổi và 91 ngày do Lothar Matthäus nắm giữ. Kỷ lục sau đó được nới rộng lên 40 tuổi và 86 ngày vào ngày 26 tháng 6 năm 2016. Király đã giải nghệ thi đấu đội tuyển sau giải đấu kể trên.
Trong suốt sự nghiệp, Király nổi tiếng nhờ mặc quần ống màu xám đặc trưng thay vì mặc quần đùi trong hầu hết các trận đấu mà anh đá.

## Sự nghiệp cấp câu lạc bộ

### Đầu sự nghiệp
Sinh ra tại Szombathely, Király khởi nghiệp bóng đá trong màu áo câu lạc bộ địa phương Szombathelyi Haladás vào năm 1993, rồi chuyển đến câu lạc bộ Hertha BSC ở giải Bundesliga vào năm 1997.

### Hertha BSC
Tại Hertha, lúc đầu anh là thủ môn lựa chọn số hai, nhưng sau chuỗi 7 trận liền không thắng, anh được lựa chọn thay thế thủ môn số một lúc ấy là Christian Fiedler trong trận đấu của Hertha trên sân nhà gặp 1. FC Köln vào ngày 28 tháng 9 năm 1997, kết quả là họ đã giành chiến thắng đầu tiên tại Bundesliga mùa giải ấy. Sau đó anh trở thành thủ môn lựa chọn số một còn Fiedler không xuất hiện tại Bundesliga trong hơn 2 năm, cho đến tháng 2 năm 2000, khi Király nghỉ 7 trận vì chấn thương. Anh còn xuất hiện tại 10 trận đấu của UEFA Champions League cho Hertha ở mùa giải 1999–2000.
Tuy nhiên sau khi Hans Meyer được chọn làm huấn luyện viên mới của Hertha ở giải đoạn nghỉ đông Bundesliga mùa 2003–04, Király mất vị trí đá chính và Fiedler được chọn làm người gác đền số một sau khi dành phần lớn 6 năm trước trên băng ghế dự bị. Rồi Király được thông báo rằng hợp đồng của anh sẽ được gia hạn nếu anh chịu giảm lương. Mùa xuân năm 2004, anh chỉ thi đấu 14 phút cuối trận cuối cùng của Hertha tại Bundesliga với đối thủ 1. FC Köln; chính câu lạc bộ mà anh có màn ra mắt ở Bundesliga. Tổng thể anh đã chơi gần 200 trận đấu đỉnh cao cho Hertha.

### Crystal Palace
Crystal Palace đã biến Király thành bản hợp đồng đầu tiên của họ ở mùa giải 2004–05; nhưng cũng ký với cả thủ môn người Argentina Julián Speroni sau đó ở tiền mùa giải và lúc đầu chính anh ta mới là sự lựa chọn số một trong khung thành. Király có trận ra mắt Palace tại Cúp Liên đoàn bóng đá Anh, trận sân nhà tiếp Hartlepool United, do màn trình diễn tệ hại của Speroni, đã được chọn làm thủ môn số một của Palace. Trong trận đấu với Hartlepool, Király buộc phải rời sân khi chiếc quần chạy bộ của anh bị rách một bên, còn chiếc quần đùi dự phong của anh lại không cung cấp được nhiệt cho chân của anh trong trận đấu. Anh phải ngồi ngoài 3 trận để tìm ra cặp quần đùi ngắn phù hợp với mình. Anh ở trong đội một trong hơn 12 tháng trước khi được cho ra nghỉ qua giai đoạn Giáng Sinh vào năm 2005, có 32 trận đá ở giải bóng đá Ngoại hạng Anh trước khi Palace bị rớt hạng xuống Championship sau khi hết mùa 2004–05. Sau khi được nghỉ ngơi, anh lập tức trở lại đội một của Palace và chiếm suất bắt chính trong phần còn lại của mùa 2005–06, trong đó có 43 lần ra sân tại Championship.
Ngày 18 tháng 5 năm 2006, Király đề nghị một phi vụ chuyển nhượng. Với việc Scott Flinders ký kết hợp đồng, dường như anh sẽ rời Crystal Palace và cơ hội để anh đảm bảo suất dự giải Ngoại hạng trở nên lớn hơn vào ngày 30 tháng 5, khi anh gây ấn tượng trong trận thua 3=1 của Hungary trước tuyển Anh, cản phá một quả phạt đền của Frank Lampard trong trận này. Tuy nhiên ông Bob Dowie, giám đốc bóng đá của Palace tiết lộ rằng câu lạc bộ không nhận được đề nghị nào cho vị trí thú môn, do đó anh bắt đầu mùa giải thứ ba tại Palace.
Huấn luyện viên mới Peter Taylor đã lựa chọn Király làm lựa chọn số một trong khung gỗ, còn Flinders đã dự bị, nhưng sau đó trong mùa giải Flinders được gọi lại sau khi thi đấu cho mượn và thay thế Király ở đội hình đá chính. Tuy nhiên, Flinders chỉ thi đấu hai trận, cản phá 7 bàn thắng nên ngay lập tức trao cho Király cơ hội trở lại đội một.

## Sự nghiệp cấp đội tuyển
Király có trận ra mắt tuyển quốc gia Hungary đối đầu với Áo vào ngày 25 tháng 3 năm 1998 tại Sân vận động Ernst Happel. Chỉ 4 phút sau, anh cản phá một quả phạt đền từ chân sút hay nhất mọi thời đại của Áo là Toni Polster, rồi Hungary thắng 3–2. Ở vòng loại giải vô địch bóng đá thế giới 2006, Király là cầu thủ duy nhất trong đội hình tuyển Hungary đá ở tất cả 10 trận đấu vòng loại của giải. Anh đã không chơi cho tuyển quốc gia từ thất bại bẽ bàng 2–1 trước Malta vào ngày 11 tháng 10 năm 2006, nhưng được gọi lên tuyển để dự vòng loại giải vô địch thế giới gặp Thụy Điển và Bồ Đào Nha vào tháng 9 năm 2009 và ở trong đội bóng dù chỉ là sự lựa chọn số hai sau Gábor Babos.
Ngày 12 tháng 11 năm 2015, anh có lần ra sân thứ 100 cho Hungary trong trận thắng 1–0 trước Na Uy ở lượt trận đầu tiên thuộc vòng play-off của vòng loại giải vô địch bóng đá châu Âu 2016 tại Oslo. Anh là cầu thủ người Hungary thứ hai đạt cột mốc này, sau József Bozsik của Đội bóng vàng. Sau cùng Király được triệu tập vào đội hình của Hungary dự giải vô địch bóng đá châu Âu 2016 squad.
Ngày 14 tháng 6 năm 2016, Király đã trận vòng bảng đầu tiên, đem về chiến thắng 2–0 trước tuyển Áo tại trận đấu bảng F của giải vô địch châu Âu tại Sân vận động Bordeaux mới, Bordeaux, Pháp. Hence, he became the oldest player to feature in the competition, breaking Lothar Matthäus' record. Three days later on ngày 18 tháng 6 năm 2016 he played in a 1–1 draw against Iceland at the Sân vận động Vélodrome, Marseille. He also played in the last group match in a 3–3 draw against Portugal at the Parc Olympique Lyonnais, Lyon on ngày 22 tháng 6 năm 2016. Sau đó anh chơi trong trận thua 0–4 trước tuyển Bỉ ở vòng 16 đội, biến anh trở thành cầu thủ lớn tuổi nhất ra sân ở giải đấu, tức ở tuổi 40 và 86 ngày. Anh thông báo giải nghệ thi đấu cấp đội tuyển vào ngày 2 tháng 8 năm 2016. Tuy nhiên vào ngày 15 tháng 11 năm 2016, anh chơi trận đấu chứng thực với Thụy Điển. Anh đá 30 phút đầu trong trận thua 2–0.

## Thống kê sự nghiệp
Nguồn:
| Đội tuyển quốc gia Hungary |         |              |
| Năm                        | Số trận | Số bàn thắng |
| 1998                       | 6       | 0            |
| 1999                       | 9       | 0            |
| 2000                       | 7       | 0            |
| 2001                       | 8       | 0            |
| 2002                       | 9       | 0            |
| 2003                       | 7       | 0            |
| 2004                       | 6       | 0            |
| 2005                       | 10      | 0            |
| 2006                       | 7       | 0            |
| 2007                       | 0       | 0            |
| 2008                       | 0       | 0            |
| 2009                       | 1       | 0            |
| 2010                       | 7       | 0            |
| 2011                       | 7       | 0            |
| 2012                       | 2       | 0            |
| 2013                       | 3       | 0            |
| 2014                       | 2       | 0            |
| 2015                       | 9       | 0            |
| 2016                       | 8       | 0            |
| Tổng cộng                  | 108     | 0            |

## Danh hiệu
Hertha Berlin
- Cúp Liên đoàn bóng đá Đức: 2001, 2002[22][23]